# Frank Nelson Cole
Frank Nelson Cole   (Ashland, 20 de setembre de 1861 - Nova York, 26 de maig de 1926) va ser un matemàtic nord-americà.

## Vida i Obra
Fill d'un granger i industrial de la fusta, Cole va fer els estudis secundaris a Marlborough (Massachusetts). El 1878 va ingressar a la universitat Harvard en la qual es va graduar el 1882. Per les seves bones notes, va obtenir una beca que li va permetre viatjar a Alemanya el curs 1883-1884, on va tenir ocasió d'estudiar amb Felix Klein qui el va orientar en la seva tesi doctoral, presentada a Harvard el 1886. Els dos cursos següents va donar classes a Harvard, deixant una forta influència.
El 1888 es va traslladar a la universitat de Michigan (Ann Arbor) on va estar fins al 1895. A partir d'aquest any i fins a la seva mort va ser professor de la Universitat de Colúmbia (Nova York) on va morir el 1926 uns mesos abans de la seva jubilació. En morir, es va descobrir que des de 1908 no vivia amb la seva família, sinó que vivia solitàriament al Bronx, on es feia passar per un simple comptable de nom Edward Mitchell.
Els seus anys més productius van ser els d'Ann Arbor on va fer recerca en nombres primers, teoria de nombres i teoria de grups. Però el fet pel que és més recordat, és per la demostració que el nombre de Mersenne {\displaystyle 2^{67}-1} no és primer. El seu deixeble, Eric Temple Bell, explicava així la publicació de la seva demostració:
| «                                                                     | (anglès) At the October, 1903 meeting in New York of the American Mathematical Society, Cole had a paper on the program with the modest title "On the factoring of large numbers". When the chairman called on him for his paper, Cole -who was already a man of very few words- walked to the board, and, saying nothing, proceeded to chalk up the arithmetic of raising 2 to the sixty-seven power. Then he carefully subtracted 1. Without a word he moved over to a clear space on the board and multiplied out, by longhand, 193707721 × 761838257287. The two calculations agreed. ... For the first and only time on record, an audience of the American Mathematical Society vigorously applauded the autor of a paper delivered before it. Cole took his seat without having uttered a word. Nobody asked him a question. | (català) A l'assemblea d'octubre de 1903 a Nova York de la Societat Americana de Matemàtiques, Cole tenia en el programa una conferència a presentar amb el modest títol de "Sobre la factorització de grans nombres". Quan el president el va cridar perquè la presentés, Cole -que era un home de molt poques paraules- va anar a la pissarra i, sense dir res, va procedir a escriure els càlculs per elevar 2 a la potència 67. Aleshores, amb cura, li va restar 1. Sense pronunciar una paraula, va anar cap a un espai lliure de la pissarra i va multiplicar a mà 193707721 × 761838257287. Els dos resultats eren idèntics. ... Per primera i única vegada registrada, una audiència de la Societat Americana de Matemàtiques va aplaudir vigorosament l'autor de la conferència acabada de presentar. Cole va tornar al seu seient sense haver pronunciat una paraula. Ningú li va fer cap pregunta. | » |
| — Eric Temple Bell, Mathematics: Queen and Servant of Sciences (1951) | | |   |

El resultat de les dues operacions és {\displaystyle 147.573.952.589.676.412.927}: més de 147 trilions! I tots els càlculs fets a mà (encara no existien les calculadores).
Cole va ser, a més, secretari de la Societat Americana de Matemàtiques durant més de vint-i-cinc anys. En retirar-se del càrrec el 1920 es va fer una col·lecta entre els associats per premiar la seva dedicació, que ell va donar íntegrament a la Societat perquè instituís el Premi Cole d'àlgebra, que la Societat entrega cada cinc anys. Posteriorment, el seu fill va augmentar el donatiu per instituir un segon Premi Cole en teoria de nombres.